# Dendrolycosa lepida
Dendrolycosa lepida är en spindelart som först beskrevs av Tord Tamerlan Teodor Thorell 1890.  Dendrolycosa lepida ingår i släktet Dendrolycosa och familjen vårdnätsspindlar. Inga underarter finns listade i Catalogue of Life.